# Học viện Quản lý giáo dục
Học viện Quản lý giáo dục là một trường Đại học công lập được thành lập ngày 3/4/2006 theo Quyết định số 501/QĐ-TTg của Thủ tướng Việt Nam Nguyễn Tấn Dũng, trụ sở của Học viện được đặt tại số 31 phố Phan Đình Giót, phường Phương Liệt, quận Thanh Xuân, thành phố Hà Nội.
Trường hiện đang tập trung đào tạo 5 ngành: Quản lý giáo dục, Tâm lý học giáo dục, Kinh tế giáo dục, Giáo dục học và Ngôn ngữ Anh, đồng thời kết hợp công tác nghiên cứu các đề tài, đề án về khoa học giáo dục. Đây được coi là một trường đầu ngành về khoa học quản lý giáo dục trong hệ thống các trường đại học tại Việt Nam
Hiện Học viện Quản lý giáo dục đang đào tạo tiến sĩ và thạc sĩ ngành Quản lý giáo dục, thạc sĩ ngành tâm lý học lâm sàng và công nghệ thông tin.

## Lịch sử
Học viện Quản lý giáo dục tiền thân là Trường Cán bộ quản lý giáo dục và đào tạo được thành lập năm 1990, trên cơ sở hợp nhất 3 Trường:Trường Cán bộ quản lý giáo dục (thành lập năm 1976). 
Trường Cán bộ quản lý đại học, trung học chuyên nghiệp và dạy nghề và Trung tâm nghiên cứu tổ chức quản lý và kinh tế học giáo dục.
Ngày 3/4/2006, Thủ tướng Chính phủ Nguyễn Tấn Dũng đã ra Quyết định số 501/QĐ-TTg thành lập Học viện Quản lý giáo dục trên cơ sở nâng cấp Trường Cán bộ quản lý giáo dục và đào tạo.

## Ban Giám đốc
Giám đốc:
- PGS. TS. Phạm Văn Thuần

Các Phó Giám đốc:
- PGS.TS. Trần Hữu Hoan
- TS.  Phùng Thị Lý Hằng
- TS. Phan Hồng Dương

## Các khoa đào tạo
- Khoa Tâm lý-Giáo dục;
- Khoa Quản lý;
- Khoa Công nghệ thông tin.
- Khoa Cơ bản
- Khoa Ngoại ngữ

## Thành tích
- Chủ tịch nước tặng Huân chương Lao động hạng Ba năm 1986, hạng Nhì năm 1996, hạng Nhất năm 2011;
- Thủ tướng Chính phủ tặng Bằng khen năm 2006, Cờ thi đua năm học 2009 - 2010, Bằng khen vì có thành tích xuất sắc trong công tác đào tạo nguồn nhân lực phục vụ cho công tác Hội nhập quốc tế giai đoạn 2003 - 2010;
- Bộ GD&ĐT công nhận là Đơn vị lao động tiên tiến xuất sắc năm học 2007 - 2008, tặng Bằng khen năm học 2008 - 2009, Cờ thi đua năm học 2009 - 2010.